# Union Aït Melloul
O Union Aït Melloul é um clube de futebol com sede em Aït Melloul, Marrocos. A equipe compete no Campeonato Marroquino de Futebol.

## História
O clube foi fundado em 1999.